# Stjepan Zagorac (začasni kanonik)
Preč. Stjepan Zagorac (Kašad, Mađarska, 27. lipnja 1930. − 29. kolovoza 2013.) je bio višestruko nagrađivani katolički svećenik Pečuške biskupije i začasni kanonik Đakovačko-osječke nadbiskupije, predavač vjeronauka u Hrvatskoj školi „Miroslav Krleža" u Pečuhu.

## Životopis
Rodio se je 1930. godine u poljodjelačkoj obitelji šokačkih Hrvata u mađarskom pograničnom selu Kašadu, selu s brojnim hrvatskim stanovništvom. Studirao je u bogosloviji u mađarskom gradu Đuri filozofiju i teologiju. Zaredio se je za svećenika 1956. Bio je kapelan u Kemedu (1956. i Bogadinu (1958.). Župnikovao je u zabačenom selu Ibabi (1965.). Izaslanstvo Hrvata iz Nijemeta i Salante znalo je Zagorca te su izmolili od biskupa da im ovaj svećenik koji je njihov sunarodnjak postane župnik. Molbi im je udovoljio te je od 1966. postao župnik u Nijemetu i Salanti. Od 1973. službuje duže godina kao bilježnik i dekan. U nijemetsko-salantskoj župi službovao je 40 godina. Poznavao je jezike te je vršio bogoslužja na hrvatskom, mađarskom i njemačkom jeziku. 
Nije ostao po strani za vrijeme velikosrpske agresije na Hrvatsku. U svoju je župu primio prognanike iz Hrvatske, a kad se je velikosrpska agresiaj proširila i na BiH, primio je i prognanike iz Bosne i Hercegovine. 
Dugogodišnji je predavač vjeronauka u Hrvatskoj školi „Miroslav Krleža" u Pečuhu. 
Umirovljen je 2007. godine. Umro je nakon duge bolesti u 84. godini života i 57. godini svećeništva. Pokopan je 6. rujna 2013. na groblju Salanta-Nijemet.

## Nagrade i priznanja
- Krležina nagrada, nagrada Hrvatske škole Miroslav Krleža iz Pečuha
- nagrada Hrvatske državne samouprave u Mađarskoj,  za osobit doprinos razvoju i unaprjeđenje vjerskoga života Hrvata u Mađarskoj
- Red hrvatskog pletera, 1997.
- Na Petrovo 2006., dobio je naslov začasnog kanonika Stolnog kaptola đakovačkog i srijemskog (Đakovsko-srijemske biskupije) koji mu je podijelio đakovački-srijemski biskup Marin Srakić, za Zagorčevu zauzetost i ljubav za vjernike Hrvate u njegovoj župi u Mađarskoj, a povodom zlatne mise i 40 godina službe u nijemetsko-salantskoj župi